# Carlo Nordio
Carlo Nordio (Treviso, 6 de febrero de 1947) es un ex magistrado italiano, miembro del partido Hermanos de Italia. Desde octubre de 2022, es ministro de Justicia en el Gobierno Meloni.

## Biografía
Magistrado desde 1977, fue fiscal adjunto de Venecia. Encargado de la investigación sobre el sistema MOSE en Venecia, fue protagonista de la Operación Manos Limpias con otra famosa investigación, la llamada « cooperativas rojas ». En la década de 1980 llevó a cabo investigaciones sobre las Brigadas Rojas y sus secuestros en Venecia, y en la década de 1990 investigó los crímenes del llamado Tangentopoli. Fue consultor de la Comisión Parlamentaria contra el Terrorismo y presidente de la Comisión Ministerial para la Reforma del Código Penal. Hasta su jubilación en 2017, fue fiscal adjunto de la fiscalía de Venecia, donde se ocupó de delitos económicos, corrupción y responsabilidad médica.
Ha colaborado en numerosas revistas jurídicas y periódicos, incluidos Il Tempo, Il Messaggero o Il Gazzettino. En 2010 escribió un libro con el exdiputado y alcalde de Milán Giuliano Pisapia titulado In attesa di giustizia. Dialogo sulle riforme possibili (Guerini e Associati).
En febrero de 2017 se jubiló al cumplir setenta años. Actualmente colabora en el diario Il Messaggero.
Desde el 5 de diciembre de 2018 es miembro del Consejo de Administración de la Fundación Luigi Einaudi Onlus.

## Obras
- Giustizia (Guerini e Associati 1997)
- Emergenza Giustizia (Guerini e Associati 1999)
- Crainquebille di Anatole France (Liberilibri 2002)
- In attesa di giustizia (Guerini e Associati 2010)
- Operazione Grifone (2014)
- Overlord (2016)
- La stagione dell’indulgenza (2019)

## Premios
- Premio Masi a la Civilización Veneciana, 2018.[8]